# Budynek szkoły muzycznej w Bytomiu
Budynek szkoły muzycznej w Bytomiu – murowany gmach z 1869 roku w Bytomiu, wpisany do rejestru zabytków nieruchomych województwa śląskiego, najstarszy zachowany budynek szkolny w mieście.

## Historia

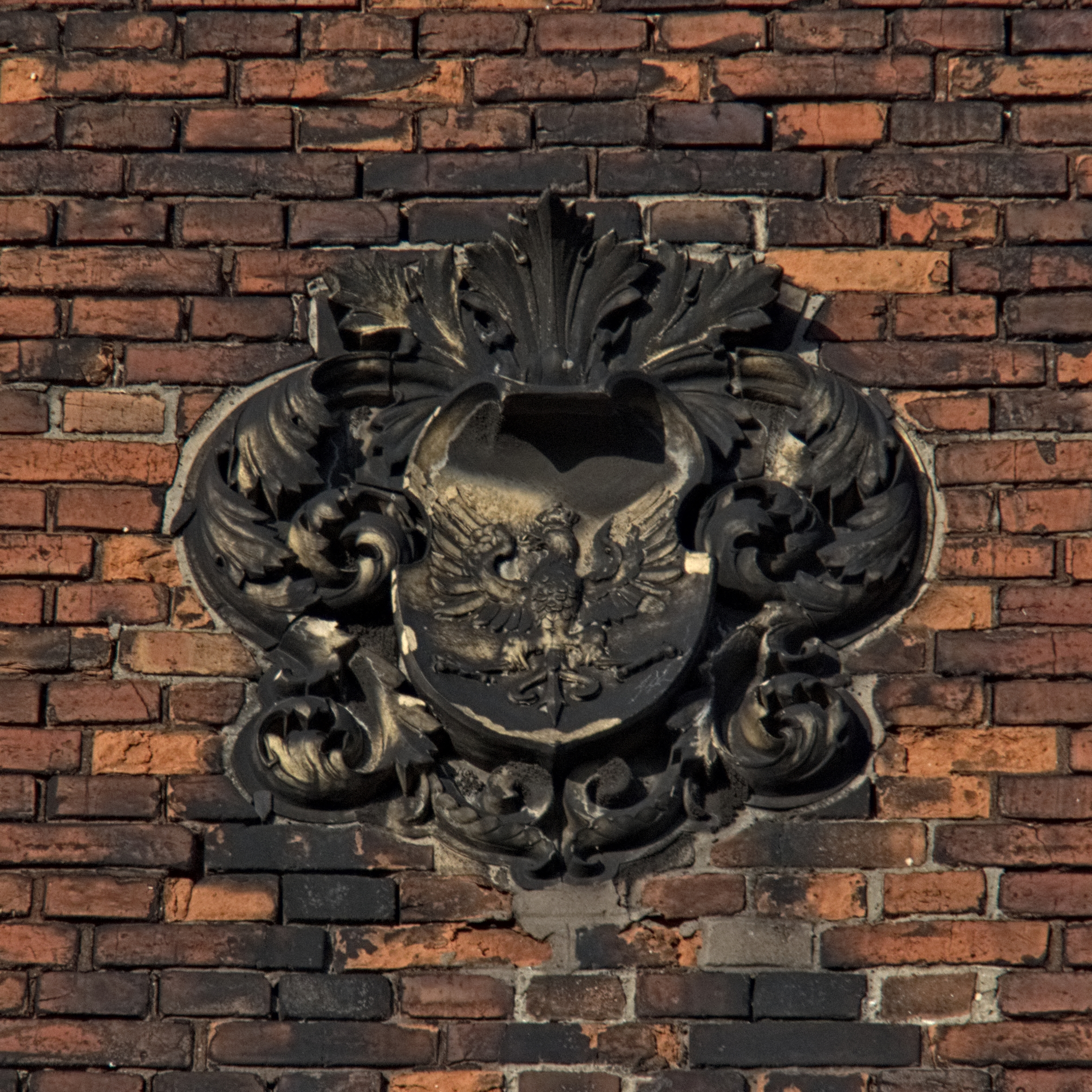
Kartusz herbowy z orłem na fasadzie budynku (2019)

Budynek został zaprojektowany przez Paula Jackischa na potrzeby katolickiego męskiego Miejskiego Katolickiego Gimnazjum w Bytomiu (niem. Städtisches Katholisches Gymnasium zu Beuthen O.-S.), które powołano decyzją Rady Miejskiej Bytomia i oficjalnie otwarto 29 kwietnia 1867 roku. Gmach był budowany w latach 1867–1869 na działce ofiarowanej miastu przez księdza Józefa Szafranka, wówczas proboszcza Parafii Wniebowzięcia Najświętszej Maryi Panny w Bytomiu w imieniu biskupa wrocławskiego. Powstał jeden z największych wówczas budynków w mieście: mierzył pierwotnie 51,5 m długości, 23 m szerokości, a jego maksymalna wysokość to 30 m. Koszt budowy wyniósł 190 tys. talarów. Obiekt był wykorzystywany przez gimnazjum od 1 października 1869 roku, wcześniej zajęcia odbywały się w wynajmowanej kamienicy (obecnie ul. Dworcowa 19 w Bytomiu). Początkowo była to jedyna szkoła średnia w mieście.
1 kwietnia 1889 roku gimnazjum zostało upaństwowione, o co z przyczyn finansowych zabiegał bytomski magistrat. Nowa oficjalna nazwa szkoły brzmiała: Königlisches Gymnasium zu Beuthen O.-S. lub Das Königlische Gymnasium zu Beuthen O.-S. (pol. Królewskie Gimnazjum w Bytomiu G. Śl.); z liczbą około 600 uczniów pod koniec XIX wieku było jednym z największych gimnazjów Górnego Śląska. W lutym 1915 roku patronem szkoły został Paul von Hindenburg, który przebywał w jej budynku przez tydzień w drugiej połowie września 1914 roku, nowa nazwa placówki brzmiała: Königlisches Hindenburg-Gymnasium zu Beuthen O.-S. (pol. Królewskie Gimnazjum im. Hindenburga w Bytomiu G. Śl.). Od końca 1918 roku do końca działalności placówki tj. do stycznia 1945 roku szkoła figurowała jako Staatlisches Hindenburg-Gymnasium zu Beuthen O.-S. (pol. Państwowe Gimnazjum im. Hindenburga w Bytomiu G. Śl.). W 1925 do szkoły chodziło 726 uczniów, w połowie lat dwudziestych i później do szkoły przyjęto poza chłopcami również kilka dziewcząt.
Od 1945 roku budynek był siedzibą Konserwatorium Muzycznego (od 1946 roku pod nazwą Miejskiej Szkoły Muzycznej), które założył Stefan Marian Stoiński. Obecnie jest to siedziba Ogólnokształcącej Szkoły Muzycznej I i II stopnia im. Fryderyka Chopina w Bytomiu.
Na początku lat 70. XX wieku wzniesiono przylegającą do pierwotnej bryły bezstylową dobudówkę w postaci trójkondygnacyjnego łącznika między starym gmachem a budynkiem pomocniczym, tzw. pawilonem, wybudowanym około 1971 roku.
15 maja 1975 roku budynek został wpisany do rejestru zabytków nieruchomych województwa katowickiego pod numerem A/1210/75 (obecnie śląskiego; nr rej. A/699/2020).
Od połowy listopada 2018 roku do początku października 2019 roku, przeprowadzona została gruntowna termomodernizacja budynku, która polegała między innymi na wymianie stolarki okiennej, instalacji grzewczej czy zamontowaniu ogniw fotowoltaicznych. W ramach tychże prac, wnętrze budynku zostało odświeżone. W ramach kolejnego remontu, została odnowiona sala koncertowa szkoły. Pod koniec 2021 roku zakończono rewitalizację budynku, odnowiono elewację z zastosowaniem metody hydrofobizacji.  

## Architektura

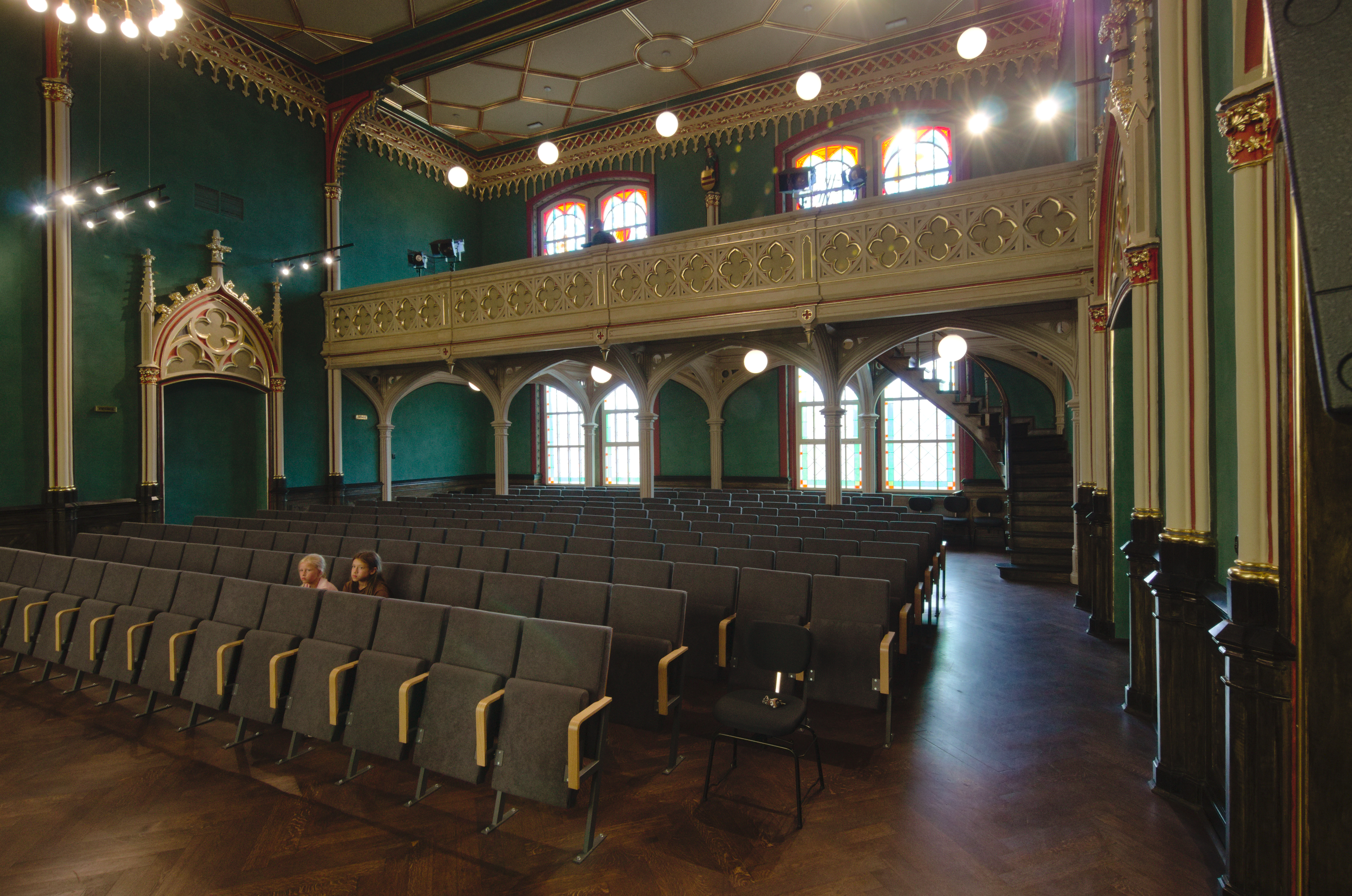
Aula (2022)

Budynek szkoły w Bytomiu to ceglany gmach wolnostojący, którego detale zostały wykonane ze sztucznego kamienia, o wyraźnych cechach neogotyckich, wąskie skarpy podkreślają wertykalizm projektu.
W południowym frontowym ryzalicie znajduje się ostrołukowy portal (wejście od wewnątrz zostało zamurowane), a w nim dębowe drzwi, pomalowane na brązowo, z oryginalnymi okuciami, nad nimi czterolistny maswerk z witrażem oraz dwie gładkie gotyckie tarcze herbowe, jak również trzy okna auli z witrażami zakończone ślepymi maswerkami, nad środkowym oknem umieszczono w XIX wieku kartusz herbowy z orłem w koronie, przypominający polskiego orła. Mury wieńczy schodkowy szczyt zwieńczony pinaklami.
Północna elewacja budowli jest zbliżona stylistycznie do południowej, znajdują się na niej jednak nie trzy, a dwa ostrołukowe okna.
Elewacje boczne są również ozdobione podobnie jak ryzalit, na środku znajdują podwójne okna, które umieszczono w ostrołukowej płycinie, zakończonej blendami oraz maswerkiem. Zachodnia boczna elewacja jest w dużej części zasłonięta przez dobudówkę. We wschodniej elewacji znajdował się neogotycki portal, zlikwidowany przed 1973 rokiem i zastąpiony podwójnym oknem.
Górne części ścian są ozdobione poddachowym fryzem arkadkowym, nad nim znajduje się stylizowana attyka w formie ostrołukowej arkadkowej balustrady oraz rozdzielające ją pinakle z kwiatonami.
Dach gmachu jest pokryty dachówką oraz częściowo papą. Budynek jest chroniony instalacją odgromową, która pierwotnie była połączona z rurociągiem miejskiego wodociągu.
We wnętrzu znajduje się aula o pierwotnej kubaturze niecałych 2500 m³, również o cechach neogotycko-neorenesansowych, przekształcona z dawnej szkolnej kaplicy.
Około 1941 roku w piwnicy powstał schron przeciwlotniczy, z którego mogło skorzystać około 300 osób.